# Wtyk równotarczyk
Wtyk równotarczyk (Enoplops scapha) – gatunek pluskwiaka z podrzędu różnoskrzydłych i rodziny wtykowatych. Zamieszkuje zachodnią i środkową część krainy palearktycznej.

## Taksonomia
Gatunek ten opisany został po raz pierwszy w 1794 roku przez Johana Christiana Fabriciusa pod nazwą Coreus scapha. Jako lokalizację typową wskazano Niemcy. W 1843 roku Charles Jean-Baptiste Amyot i Jean Guillaume Audinet-Serville umieścili go w rodzaju Enoplops, a w 1844 roku Eugène Desmarest wyznaczył go gatunkiem typowym tegoż rodzaju.

## Morfologia

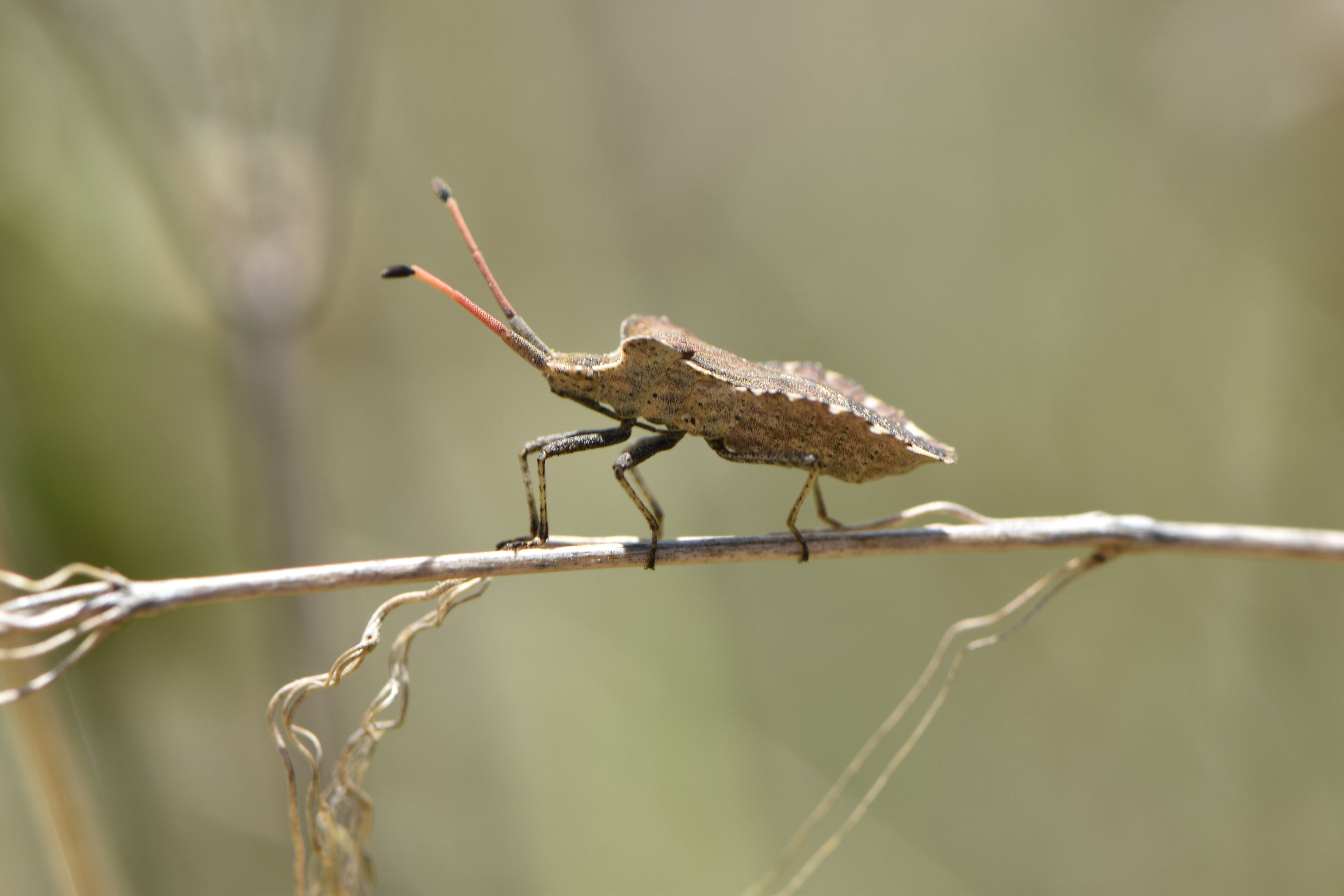
Widok z boku

Pluskwiak o masywnym ciele długości od 10 do 13 mm. Wierzch ciała jest jasno- do ciemnoszarobrązowego z czarnymi elementami i jasnym gruzełkowaniem. Spód ciała jest szarożółty z czarnym plamkowaniem. Głowa jest kwadratowa, zaopatrzona w ostre i skierowane ku przodowi kolce wyrastające zewnętrznie przy nasadzie czułków. Kolcowaty nadustek wyciągnięty jest przed nasadę czułków i zaopatrzony w trzy małe ząbki. Czułki budują cztery człony, z których pierwszy jest trójgraniasty i brązowy, drugi równowąski i czerwony, a trzeci stopniowo się rozszerzający i w wierzchołkowej połowie czarny. Przedplecze jest trapezowate z przednimi kątami wyostrzonymi i skierowanymi ku przodowi, a tylno-bocznymi kątami ściętymi i wyposażonymi w kolce. Boczne krawędzie głowy i ¾ bocznych krawędzi przedplecza obrzeżonych jest wąskim, jasnym paskiem. Trójkątnego kształtu tarczka ma gładką powierzchnię. Odnóża mają brązowe z czarnym plamkowaniem uda oraz ciemnożółte golenie i stopy. Listewka brzeżna odwłoka ma barwę brązową z jasnymi plamkami przy środkowych odcinkach zewnętrznych brzegów poszczególnych segmentów.

## Biologia i ekologia
Owad ten zasiedla stanowiska suche do lekko wilgotnych, ciepłe i otwarte, zwłaszcza murawy kserotermiczne, murawy napiaskowe i wydmy nadmorskie. Zasięgiem pionowym dochodzi do 1300 m n.p.m. w Alpach.
Zarówno larwy jak i postacie dorosłe są fitofagami ssącymi soki z liści i owoców roślin. Młodsze larwy związane są pokarmowo z pojedynczą rośliną z rodziny ogórecznikowatych, zwykle z rodzaju ostrzeń, rumianica, żmijowiec lub żywokost. Starsze larwy i osobniki dorosłe przemieszczają się i żerują na szerszym spektrum roślin, obok wcześniej wymienionych także na bylicach, chabrach, dziewannach, dziurawcach, jeżynach, krwawnikach, macierzankach, marchwiach, ostrożeniach, przetacznikach, rumiankach, starcach, szałwiach, szczawiach, wilczomleczach.
Aktywne osobniki spotyka się od wiosny do jesieni. Kopulacje i składanie jaj odbywają się w maju i czerwcu. Larwy obserwuje się od czerwca do sierpnia lub września. Postacie dorosłe nowego pokolenia pojawiają się od końca lipca i są stadium zimującym.

## Rozprzestrzenienie
Gatunek palearktyczny. W Europie znany jest z Portugalii, Hiszpanii, Wielkiej Brytanii, Francji, Belgii, Holandii, Luksemburga, Niemiec, Szwajcarii, Austrii, Włoch, Polski, Czech, Słowacji, Węgier, Ukrainy, Mołdawii, Rumunii, Bułgarii, Słowenii, Chorwacji, Bośni i Hercegowiny, Czarnogóry, Serbii, Albanii, Macedonii Północnej, Grecji oraz europejskiej części Rosji. W Afryce podawany jest z Maroka i Algierii. W Azji znany jest z anatolijskiej części Turcji, Gruzji, Armenii, Azerbejdżanu, Izraela, zachodniej Syberii, Kazachstanu oraz Iranu.